# Балтазар (Брауншвайг-Люнебург)
Вижте пояснителната страница за други личности с името Балтазар.
Балтазар фон Брауншвайг-Люнебург (на немски: Balthasar von Braunschweig-Lüneburg; * 1336; † сл. 14 януари 1384) от род Велфи (Стар Дом Брауншвайг), е херцог на Брауншвайг и Люнебург и деспот на Романия (Ῥωμανία) в Мореа.

## Живот
Той е вторият син на Хайнрих II фон Брауншвайг-Грубенхаген (1289 – 1351) и втората му съпруга Хайлвиг (1307 – 1347), от кралската фамилия Лузинян от Йерусалим и Кипър, дъщеря на Филип д'Ибелин (1253 – 1318), сенешал на Кралство Кипър. По-големият му брат е Филип (1332 – 1370/1380), констаблер на Йерусалим.
Балтазар се жени 1379 г. за Якобела Каетани от Фонди († сл. 25 май 1400), дъщеря на граф Хоноратус от Фонди.